# Tous les oiseaux du ciel
Tous les oiseaux du ciel (titre original : All the Birds in the Sky) est un roman de science-fiction et de fantasy de l'écrivaine américain Charlie Jane Anders, publié en 2016 puis traduit en français et publié en 2018. Ce roman est la première incursion de l'autrice dans les littératures de l'imaginaire.

## Résumé
Patricia Delfine, sorcière philanthrope qui parle le langage des animaux, et Laurence Armstead, petit génie de l'informatique qui déteste qu'on l'appelle Larry, étaient faits pour se rencontrer. Tous deux sont des parias, incompris de leurs familles et méprisés par la société, mais l'un comme l'autre sont appelés à connaître un destin exceptionnel. Alors que la fin du monde approche, ils vont devenir à leur corps défendant les champions d'un conflit qui les dépasse et dont dépend le sort de l'humanité. À moins que le lien indéfectible qui les unit ne porte en lui les clés d'une troisième voie...

## Récompenses
Tous les oiseaux du ciel remporte le prix Nebula du meilleur roman 2016 ainsi que le prix Locus du meilleur roman de fantasy 2017.

## Éditions
- All the Birds in the Sky, Tor Books, 26 janvier 2016, 316 p.  (ISBN 978-0-7653-7994-8)
- Tous les oiseaux du ciel, J'ai lu, coll. « Nouveaux Millénaires », 2 mai 2018, trad. Laurent Queyssi, 382 p.  (ISBN 978-2-290-15063-4)
- Tous les oiseaux du ciel, J'ai lu, coll. « Science-fiction » no 12713, 28 août 2019, trad. Laurent Queyssi, 448 p.  (ISBN 978-2-290-17287-2)

Allemagne
Le roman a été publié en Allemagne sous le titre Alle Vögel unter dem Himmel.